# 吉尔贝·布吕莱
吉尔贝·布吕莱（法語：Gilbert Brulé，1987年1月1日—），加拿大男子冰球运动员，场上位置是前锋。他曾代表加拿大国家队参加2018年冬季奥林匹克运动会冰球比赛，获得一枚铜牌。